# Cruzeiro Esporte Clube (Macapá)
O Cruzeiro Esporte Clube, conhecido como Cruzeiro-AP, é uma equipe esportiva sediada em Macapá, capital do estado do Amapá.

## História
A equipe foi fundada em 15 de novembro de 1967 por Beni Santos e Estênio de Oliveira Barbosa. Na década de 80 a equipe se licenciou do futebol profissional por problemas financeiros, voltando apenas em 1999 graças ao José Alberto da Silva, O 'Betão'. Com a volta da equipe, se filiou a FAF como membro amador. Em 2004 conquistou seu primeiro título, o Campeonato Amapaense Sub-16.Em 2009 foi vice-campeão Amapaense Sub-17. Em 2023 se filiou a CBF para poder disputar competições profissionais, onde irá disputar o Amapazão - Série B de 2024.Atualmente a equipe é presidida por Karla Thaynara Marques dos Santos, tendo como vice o ex-presidente da equipe, o Marielton Santos da Silva.

## Títulos

### Competições de Base
| ESTADUAIS | ESTADUAIS                   | ESTADUAIS | ESTADUAIS  |
|           | Competição                  | Títulos   | Temporadas |
| --------- | --------------------------- | --------- | ---------- |
|           | Campeonato Amapaense Sub-16 | 1         | 2004       |